# Luna 15
A Luna 15, também conhecida como Luna E-8-5 No.2, ou Luna Е-8-5 No.401 ou ainda Lunik 15, foi uma das oito missões usando a plataforma E-8-5, para o Programa Luna (um projeto soviético), tinha como objetivo, efetuar pousos suaves na Lua e recolher e retornar amostras de solo lunar para a Terra.
Em 21 de Julho de 1969, enquanto os astronautas da Apollo 11 executavam a primeira caminhada do homem na Lua, a Lunik 15, então em órbita lunar, iniciou os procedimentos de descida para a superfície lunar. Lançada três dias antes da Apollo 11, ela foi a segunda tentativa de retornar amostras de solo lunar para a Terra (a primeira foi a Luna E-8-5 No.402, que falhou no lançamento). A espaçonave soviética caiu na Lua as 15:50 UTC, poucas horas antes que os astronautas da Apollo 11 decolassem da Lua.

## A missão
A Luna 15, pesando 5 600 kg, foi lançada as 02:54:42 UTC de 13 de Julho de 1969, por um Proton-K/Bloco-D, a partir da plataforma 81/24 do Cosmódromo de Baikonur. A sua intenção, era efetuar um pouso suave na Lua, e lá efetuar uma missão de retorno de amostra, perfurando, recolhendo e retornando algumas gramas de solo lunar.
Depois de completar 86 sessões de comunicação e 52 órbitas da Lua em várias inclinações e altitudes, a Luna 15 iniciou os procedimentos de descida acionando o seu retrofoguete principal as 15:47:00 UTC em 21 de Julho de 1969.
A essa altura, os astronautas Armstrong e Aldrin já haviam efetuado as primeiras caminhadas na Lua. As transmissões cessaram quatro minutos depois do início da descida, a uma altitude estimada de 3 km. A espaçonave caiu provavelmente na lateral de uma montanha nas coordenadas: 17° de latitude Norte e 60° de longitude Leste, no local conhecido como Mare Crisium.

Uma gravação dos minutos em que técnicos britânicos no radiotelescópio do Observatório Jodrell Bank observaram a descida da Luna 15 foi disponibilizada ao público pela primeira vez em 3 de Julho de 2009.

Selo comemorativo da missão Luna 15

## Implicações
Numa corrida para alcançar a Lua e retornar à Terra, as missões paralelas Luna 15 e Apollo 11 representaram em muitos aspectos, o ápice da corrida espacial entre Estados Unidos e a União Soviética nos anos 60. Por outro lado, as missões simultâneas se tornaram a primeira instância de cooperação espacial entre esses dois países: A URSS divulgou o plano de voo da Luna 15 para assegurar que ela não colidisse com a Apollo 11, apesar da sua missão exata não ser conhecida.